# Венозный синус

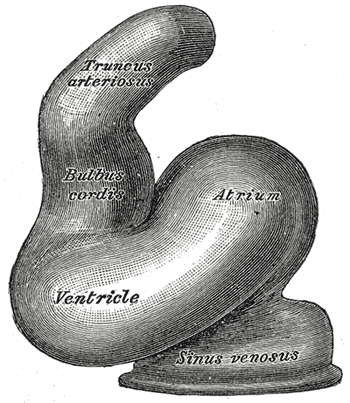
Изображение Sinus venosus из 20-го тома «Анатомии Грея»

Вено́зный си́нус или вено́зная па́зуха (лат. Sinus venosus) — отдел сердца у земноводных, рыб, круглоротых и у эмбрионов всех позвоночных.
Назначение венозного синуса в том, чтобы служить местом, в котором хранилась бы поступающая из вен большого круга кровообращения (через кювьеровы протоки у рыб) венозная кровь (у земноводных венозная кровь поступает через передние и заднюю полые вены).
Во время сокращений венозной пазухи находившаяся в ней ранее венозная кровь направляется в предсердие (в правое предсердие у наземных позвоночных животных). Клапаны расположенные в отверстии между венозным синусом и предсердием защищают от реверсивного тока венозной крови. Первичные импульсы сокращения сердца происходят в стенке венозного синуса.
Венозный синус довольно развит у эмбрионов всех позвоночных.
У млекопитающих венозный синус существенно редуцирован и практически входит в состав правого предсердия; то же можно сказать про птиц (кроме бескилевых) и пресмыкающихся (за исключением гаттерии).
У ряда беспозвоночных под венозным синусом подразумеваются венозные лакуны.